# Žluté lázně

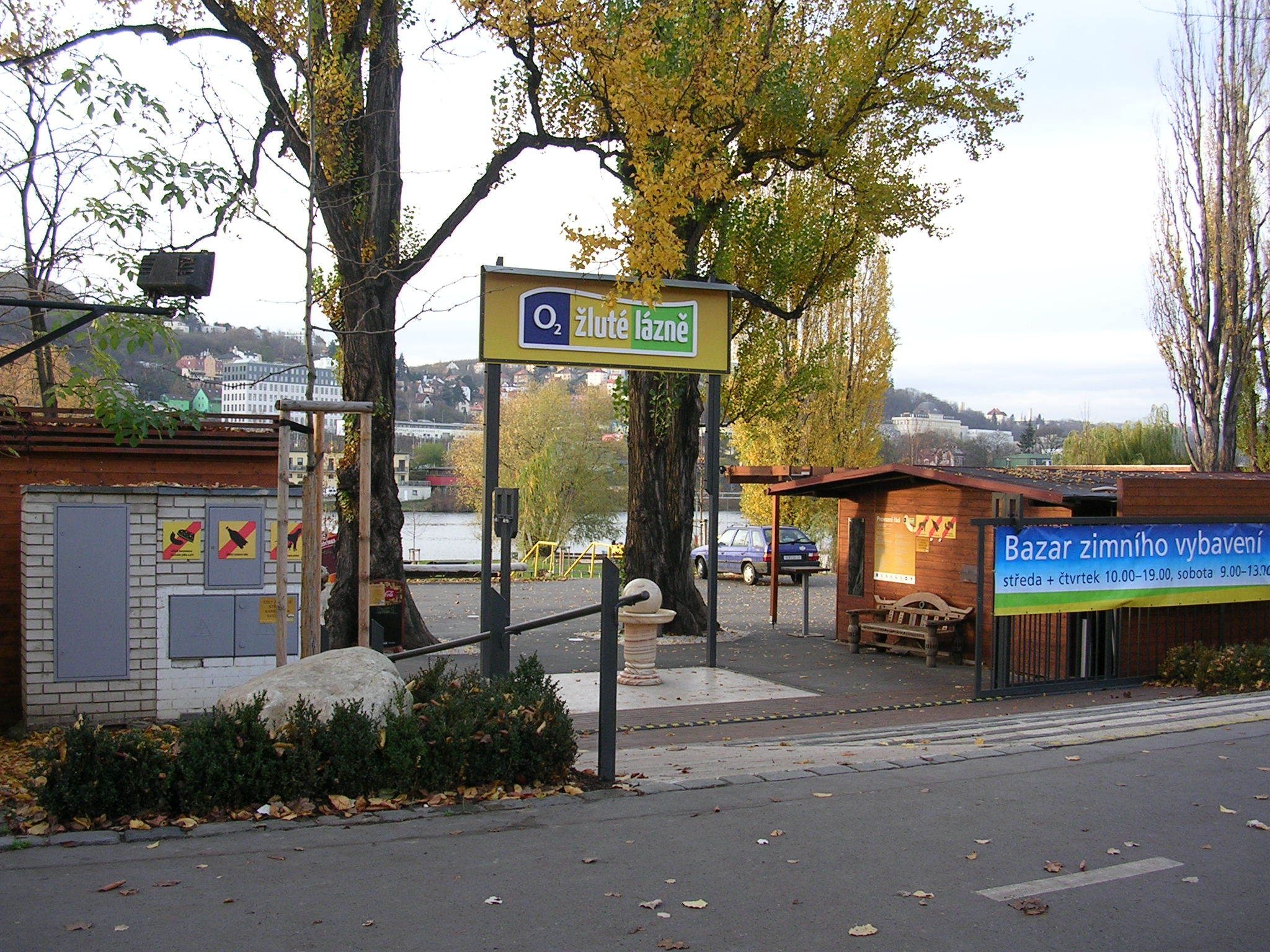
Vstup do Žlutých lázní

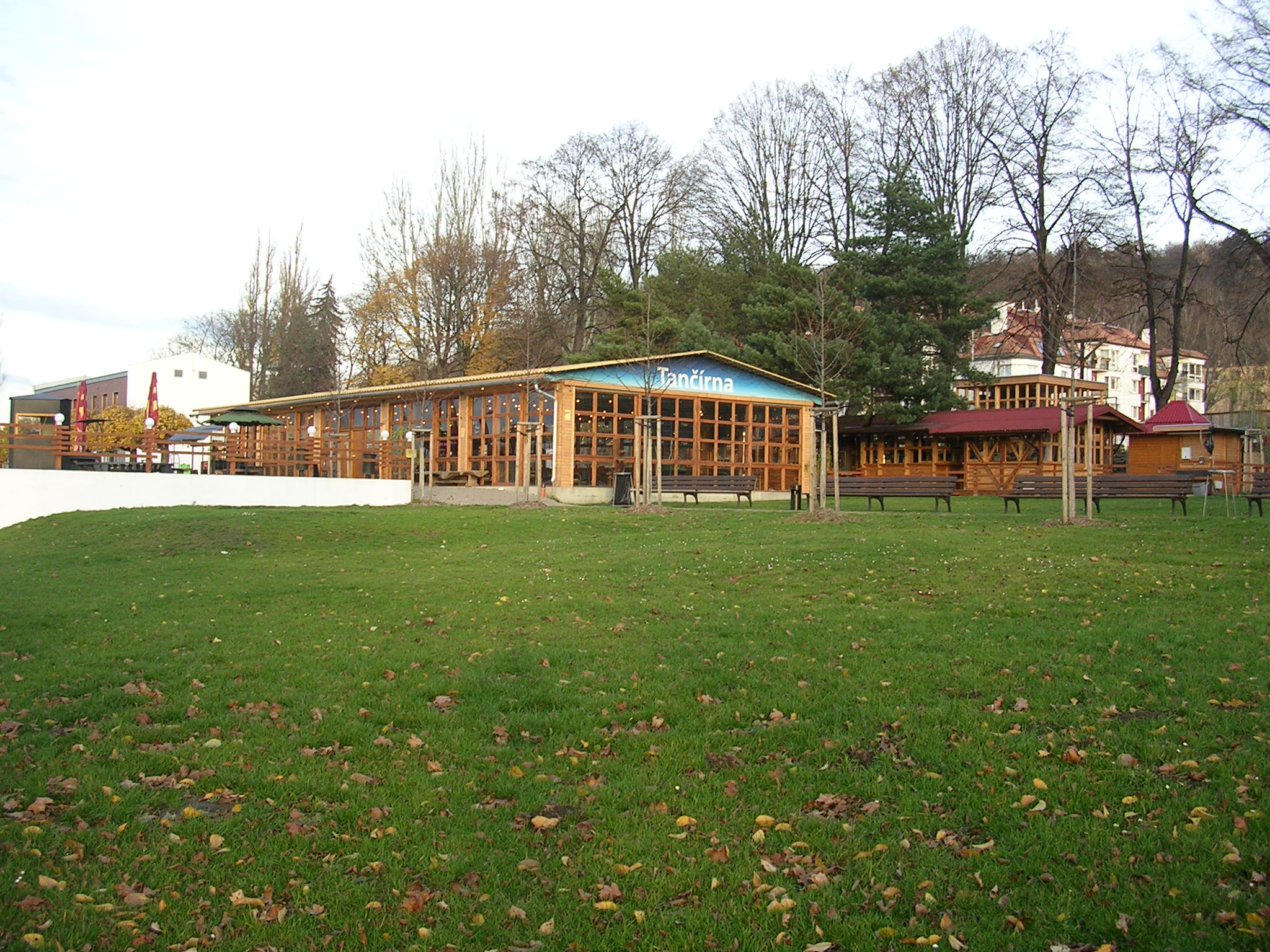
Tančírna ve Žlutých lázních

Žluté lázně je přírodní sportovně relaxační areál v Praze-Podolí na pravém břehu Vltavy. V areálu se nachází travnatá a písečná pláž, sportcentrum, hřiště na plážový volejbal, bistro, bary, dětský koutek s brouzdalištěm a tančírna.

## Historie
Žluté lázně byly založeny na bývalém překladišti a kotvišti vorů 16. června 1910 jako říční lázně s kapacitou 9000 návštěvníků. Roku 1949 s nimi byly sloučeny sousední Modré lázně, které byly původně pro bohatší návštěvníky. Název obou byl odvozen od charakteristické barvy plotu. Největší rozkvět lázně zaznamenaly ve 30. až 60. letech 20. století, po roce 1955 vltavskou vodu ochladila Slapská přehrada, poté areál začal chátrat a zdevastovala jej povodeň roku 2002. V roce 2005 byly lázně zrekonstruovány a modernizovány.

## Poloha
Lázně leží v jižní části katastru Podolí, v místě osady Dvorce, na adrese Podolské nábřeží 1184/3. V blízkosti prochází tramvajová trať se zastávkou Dvorce. Spojení s protějším břehem zajišťuje přívoz, který v letech 2008–2010 směřoval přímo do přístaviště Žluté lázně. V průběhu 20. století zde po krátký čas fungovala i železniční zastávka Žluté lázně (na bývalé železniční trati Podolí–Braník).